# Cracker Island
Cracker Island es el octavo álbum de estudio de la banda virtual británica Gorillaz, fue lanzado el 24 de febrero de 2023 por medio de Parlophone y Warner Records. El álbum incluye colaboraciones con artistas como Stevie Nicks, Adeleye Omotayo, Thundercat, Tame Impala, Bad Bunny, Bootie Brown y Beck.
Cracker Island recibió reseñas positivas por parte de la crítica, y debutó en el primer lugar de la Official Albums Chart británica y en el tercero de la Billboard 200 estadounidense. Esto lo convirtió en el primer álbum de Gorillaz en alcanzar el número uno en Reino Unido desde Demon Days (2005).

## Recepción
Cracker Island recibió reseñas favorables por parte de la crítica especializada.
En Metacritic, que asigna una variable estandarizada de 100 para reseñas profesionales, el álbum tuvo una media ponderada de 81, basado en alrededor de 19 reseñas. El sitio web agregador de reseñas AnyDecentMusic?, dio al álbum un 7.4 de 10, basado en su apreciación del consenso general.

## Lista de canciones
Todas las canciones escritas y compuestas por Damon Albarn y Greg Kurstin, excepto donde se indique. 
| N.º   | Título                                      | Escritor(es)                                   | Duración |  |
| 1.    | «Cracker Island» (con Thundercat)           | Albarn, Kurstin y Stephen Bruner               | 3:33     |  |
| 2.    | «Oil» (con Stevie Nicks)                    |                                                | 3:50     |  |
| 3.    | «The Tired Influencer»                      |                                                | 3:31     |  |
| 4.    | «Silent Running» (con Adeleye Omotayo)      |                                                | 4:26     |  |
| 5.    | «New Gold» (con Tame Impala y Bootie Brown) | Albarn, Kurstin, Kevin Parker y Romye Robinson | 3:35     |  |
| 6.    | «Baby Queen»                                |                                                | 3:40     |  |
| 7.    | «Tarantula»                                 |                                                | 3:31     |  |
| 8.    | «Tormenta» (con Bad Bunny)                  | Albarn, Remi Kabaka Jr. y Benito Martínez      | 3:13     |  |
| 9.    | «Skinny Ape»                                |                                                | 4:41     |  |
| 10.   | «Possession Island» (con Beck)              | Albarn, Kurstin y Beck Hansen                  | 3:26     |  |
| 37:26 |                                             |                                                |          |  |

## Posicionamiento en listas
| Listas (2023)                                     | Mejor posición |
| ------------------------------------------------- | -------------- |
| Estados Unidos (Billboard 200)                    | 3              |
| Estados Unidos (Billboard Top Alternative Albums) | 1              |
| Estados Unidos (Billboard Top Rock Albums)        | 1              |
| Reino Unido (Official Albums Chart)               | 1              |

| Listas (2023)                       | Mejor posición |
| ----------------------------------- | -------------- |
| Uruguay (Cámara Uruguaya del Disco) | 2              |